# Laphria hradskyi
Laphria hradskyi là một loài ruồi trong họ Asilidae. Laphria hradskyi được Young miêu tả năm 2008. Loài này phân bố ở vùng Cổ Bắc giới và châu Á.